# Кировское сельское поселение (Зимовниковский район)
Кировское сельское поселение — муниципальное образование в Зимовниковском районе Ростовской области.
Административный центр поселения — хутор Хуторской.

## История
Известно, что хутор Грабовский, который ныне входит в состав сельского поселения, был основан ещё в начале XIX века. Однако крупномасштабное заселение района началось лишь в 80-х и 90-х годах того же века, когда на здешние земли массово устремились крестьяне из Украины и центральных губерний России. В 1870 году был основан хутор Хуторской (ныне является административным центром муниципального образования). В первой четверти XX века образуются поселения Малый Гашун и Донцов.
Здешние земли были чрезвычайно плодородными, хотя их освоение крестьянами-переселенцами происходило с трудом. Дело осложнялось надувавшим время от времени суховеем, который мог продолжаться по несколько дней и наносить большой вред хлебам.
Хутора сильно пострадали во время Гражданской войны. Многие жители оказались вынуждены покинуть их, но впоследствии им удалось вернуться в свои дома.
В августе 1942 года, во время Второй мировой войны, хутора были оккупированы нацистами, которые оказались вынуждены покинуть их в конце декабря того же года.
Кировский сельский совет после октябрьских выборов 2005 года был реорганизован в Кировское сельское поселение с административным центром в хуторе Хуторском, и с тех пор данное муниципальное образование существует в своём современном виде.

## Состав сельского поселения
| № | Населённый пункт | Тип населённого пункта        | Население |
| - | ---------------- | ----------------------------- | --------- |
| 1 | Грабовский       | хутор                         | 50        |
| 2 | Донцов           | посёлок                       | 77        |
| 3 | Красностепной    | посёлок                       | 640       |
| 4 | Малый Гашун      | хутор                         | 81        |
| 5 | Поверенный       | хутор                         | 52        |
| 6 | Уланский         | посёлок                       | 82        |
| 7 | Хуторской        | хутор, административный центр | 985       |

## Население
| 2010  | 2012  | 2013  | 2014  | 2015  | 2016  | 2017  |
| ----- | ----- | ----- | ----- | ----- | ----- | ----- |
| 1967  | ↗1971 | ↘1950 | ↘1947 | →1947 | ↘1932 | ↗1935 |
| 2018  | 2019  | 2020  | 2021  |       |       |       |
| ↗1959 | ↘1939 | ↘1927 | ↘1912 |       |       |       |